# Sara Kafrit
Sara Kafrit (hebrejsky שרה כפרית‎; 26. července 1900 – 1. června 1983) byla izraelská politička a poslankyně Knesetu za stranu Mapaj.

## Biografie
Narodila se v Minsku v tehdejší Ruské říši, dnes Bělorusko. V Minsku absolvovala střední školu. V roce 1920 přesídlila do dnešního Izraele. Absolvovala seminář pro dětské vychovatelky v Tel Avivu. Pracovala jako vychovatelka v Mikve Jisra'el a ve vesnici Nahalal. Roku 1927 patřila mezi zakladatele vesnice Kfar Jehošua.

## Politická dráha
V mládí se v Minsku angažovala v sionistické straně Poalej Cijon. Byla vyslankyní ženských organizací do USA (roku 1946) a do jižní Afriky (1958). Byla členkou ústředního výboru strany Mapaj a sekretariátu mošavového hnutí.
V izraelském parlamentu poprvé zasedla po volbách v roce 1951, do nichž šla za Mapaj. Byla členkou výboru pro vzdělávání a kulturu a výboru pro veřejné služby. Ve volbách v roce 1955 mandát za Mapaj obhájila. Nadále byla členkou parlamentního výboru pro vzdělávání a kulturu a výboru pro veřejné služby. Ve volbách v roce 1959 mandát neobhájila.